# 堀江由衣をめぐる冒険 TOUR FINAL 〜Second Tour 2006〜
『堀江由衣をめぐる冒険 TOUR FINAL 〜Second Tour 2006〜』（ほりえゆいをめぐるぼうけん・ツアー・ファイナル・セカンド・ツアー・ニセンロク）は、声優・歌手の堀江由衣のライブ映像を収録した映像作品のタイトルである。2006年7月26日にスターチャイルドから発売された。

## 概要
- 2006年2月8日、東京国際フォーラムにて行われた『堀江由衣 Second Tour 2006』の模様が収録されている。
- 映像特典として堀江自身のオフショット、リハーサル映像、インタビューが収められている。
- 初回生産分は、特製ブックレットと最新キーワード辞典「Yui Horie Chronicle」が同梱されたスペシャルパッケージ仕様。

## 収録内容

### Disc1
1. OPENING
2. はじまりの唄
作詞・作曲：雲子、編曲：山崎燿
3. Puzzle
作詞：atsuko、作曲：atsuko・KATSU、編曲：KATSU
4. 虹色☆サーチ
作詞：椎名可憐、作曲・編曲：十川知司
5. Baby,I love you!
作詞・作曲：雲子、編曲：山崎燿
6. A Girl in Love
作詞・作曲：岡崎律子、編曲：村山達哉・磯江俊道、コーラスアレンジ：岡崎律子
  - テレビアニメ『シスター・プリンセス RePure』咲耶編オープニングテーマ
7. 蒼い森
作詞・作曲・編曲：松浦有希
8. 世界中の愛を言葉にして (くまVer.)
作詞：只野菜摘、作曲：大川茂伸、編曲：大川茂伸・酒井陽一
9. 世界中の愛を言葉にして
作詞：只野菜摘、作曲：大川茂伸、編曲：大川茂伸・酒井陽一
10. 見つめられたら
作詞：松浦有希、作曲：佐藤英敏、編曲：五島翔
11. on my way
作詞：atsuko、作曲：atsuko・KATSU、編曲：KATSU
12. くじら光線
  - 作詞・作曲：雲子、編曲：山崎燿
13. my best friend
作詞：Sora、作曲：川井憲次、編曲：船山基紀
  - テレビアニメ『鉄コミュニケイション』オープニングテーマ
14. Romantic Flight
作詞・作曲：岡崎律子、編曲：村山達哉、コーラスアレンジ：岡崎律子
  - ラジオ「堀江由衣の天使のたまご」2代目オープニングテーマ
15. スクランブル
作詞・作曲：スズーキタカユキ、編曲：UNSCANDAL
  - アニメ『スクールランブル』オープニングテーマ
16. Shiny merry-go-round
作詞：松浦有希、作曲：UZA、編曲：十川知司
17. Love Destiny
作詞・作曲：伊藤千夏、編曲：小林信吾
  - テレビアニメ『シスタープリンセス』オープニングテーマ
18. Will
作詞：松浦有希、作曲：大川茂伸、編曲：大川茂伸・酒井陽一
19. I wish
作詞：椎名可憐、作曲：M Rie、編曲：岩本正樹

### Disc2
1. マッシュルームマーチ
作詞：椎名可憐、作曲：大川茂伸、編曲：牧野信博
2. LET'S GO!!
作詞・作曲：雲子、編曲：山崎燿
3. 笑顔の連鎖
作詞・作曲：岡崎律子、編曲：村山達哉・磯江俊道、コーラス・コーラスアレンジ：岡崎律子
4. Puzzle
作詞：atsuko、作曲：atsuko・KATSU、編曲：KATSU
5. ENDING
6. Go!Go!Golden days (EN1)
  - 作詞・作曲・編曲：UNSCANDAL
7. Happy happy * rice shower (EN2)
作詞・作曲：雲子、編曲：山崎燿
  - テレビアニメ『ラブひな』成瀬川なるキャラクターソング

#### 映像特典
1. オフショット・メイキング AT NAGOYA
2. オフショット・メイキング AT OSAKA
3. オフショット・メイキング AT TOKTO
4. MCダイジェスト
5. スペシャルインタビュー